# المركز الوطني للسياسات الزراعية
تأسس المركز الوطني للسياسات الزراعية (NAPC) في عام 2000 من خلال عمل المشروع GCP/SYR/006/ITA التابع لمنظمة الأغذية والزراعة (الفاو) التابعة للأمم المتحدة، بتمويل من الحكومة الإيطالية، ليكون جزءًا من وزارة الزراعة والإصلاح الزراعي السورية. و المشروع الآن في مرحلته الثالثة. وهو مركز للبحوث والتحليل في مجال السياسات الزراعية في سوريا، ولذلك يسعى جاهدًا لتوفير تحليل السياسات لأصحاب الأسهم، وصانعي السياسات المعنيين في هذا المجال.